# Visingsborgs kungsgård

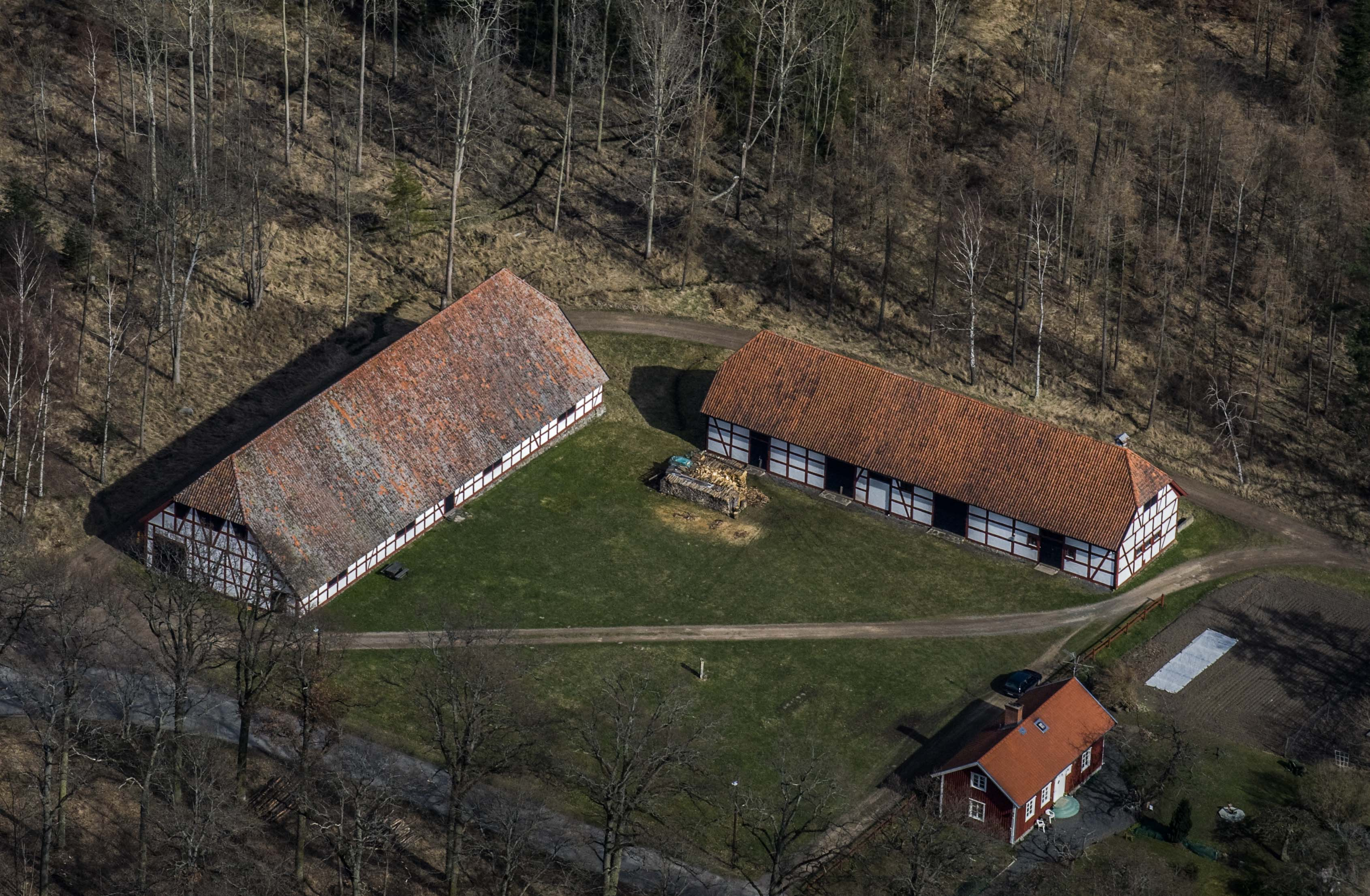
Ladugårdarna på Visingsborgs kungsgård, uppförda 1729–1732, fotograferade från västsydväst

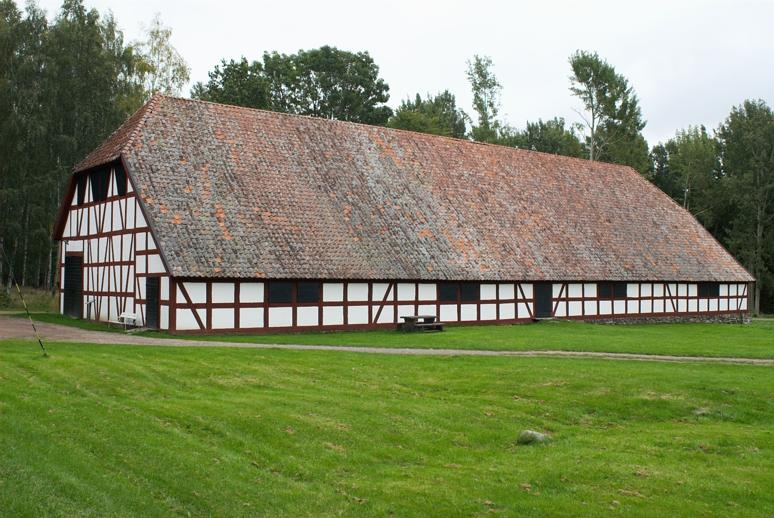
Den norra kungsladugården

Visingsborgs kungsgård är en kungsgård på Visingsö. Den förvaltas idag av Statens fastighetsverk och är på 553 hektar, varav 483 hektar är skogsmark.
Per Brahe den yngre ägde bland annat Visingsö med Visingsborgs slott. Med Karl XI:s reduktion 1661 överfördes godset till kronan, som gjorde det till kungsgård med dispositionsrätt för landshövdingarna i Jönköpings län. Från 1720 arrenderades kungsgården av generallöjtnanten Johan Augus Meijerfelt (1664–1749), som hade arrendet till sin död 1749. Denne uppförde då ekonomibyggnader i form av fyra längor i korsvirke med tegeltak runt en kringbyggd gård. Två av längorna finns kvar i dag. Den norra längan från 1729 användes ursprungligen som oxhus, och 1732 byggdes den östra längan som stall och foderlada. Att han lät bygga kungsladugårdarna i vad för trakten är en ovanlig byggnadsstil, berodde troligen på virkesbristen som då rådde och att arrendatorn tidigare hade varit arrendator på olika gårdar i Skåne där detta byggnadssätt är mycket vanligt.
Slottet blev krigsfångläger för främst ryska krigsfångar och eldhärjades vid jultid 1718.  Cirka 20 år därefter revs slottet och materialet användes till att uppföra Visingsborgs Kungsgård.
Från omkring 1860 användes den norra längan som barklada, där ekbark från Visingsös ekplanteringar förvarades. Den östra längan restaurerades 1937 och användes som ladugård. Byggnaderna har tidigare kallats "Ryssladorna" efter en felaktig föreställning att de skulle ha byggts av ryska krigsfångar under ledning av Erik Dahlbergh.
Kungsladugårdarna är statligt byggnadsminne sedan 1935.  

## Ekplanteringarna
Visingsborgs kungsgård är den första plats som svenska staten valde ut 1830 för plantering av ekar för att säkerställa framtida behov av ektimmer till flottans örlogsfartyg. Staten inrättade då Kungl. Styrelsen över ekplanteringarna och påbörjade 1831 plantering av ekar på kungsgårdens åkrar. Denna plantering fortsatte till 1860, då styrelsen allt som allt hade planterat 750 hektar på Visingsö och andra ställen, varav 350 hektar på kungsgården. Skogen bedömdes omkring 1975 vara avverkningsbar.